# Juan Casimiro de Sangenís Corrià
Juan Casimiro de Sangenís Corrià (Lleida, 7 de setembre de 1919 - Lleida, 27 de desembre de 2001) fou un farmacèutic i polític català que va desenvolupar càrrecs importants durant els darrers anys del franquisme.
Era fill del diputat carlí Casimir de Sangenís i Bertrand, afusellat sense formació de causa a Lleida poc després del cop d'estat del 18 de juliol de 1936 que va iniciar la guerra civil espanyola. Els fets el van sorprendre a Barcelona i va decidir fugir a Andorra i d'allà a Irun, on es va enrolar a la IV Brigada de Navarra i es va afiliar a FE de las JONS. Participà en l'ofensiva de Catalunya. En acabar la guerra es va llicenciar en farmàcia a la Universitat de Barcelona i el 1948 es va establir novament a Lleida. Fou nomenat diputat provincial, conseller provincial del Movimiento, el 1966 fou president de la Junta Provincial de Fomento Pecuario i de la Cámara Sindical Agraria. En 1967 fou nomenat Paer en cap de Lleida, càrrec que va ocupar fins 1974, alhora que era nomenat procurador en Corts. Quan deixà la paeria fou nomenat president de la Diputació de Lleida, càrrec que va ocupar fins a les eleccions municipals espanyoles de 1979.
En 1977 es va unir a Concòrdia Catalana de Joan Antoni Samaranch i Torelló, però ja no va ocupar cap càrrec públic. Tot i que no va renegar mai del franquisme, acabà defensant el traspàs de les competències de les diputacions catalanes a la Generalitat provisional presidida per Josep Tarradellas i Joan. Va tenir una avinguda dedicada a Lleida fins que va canviar de nom en 2017.